# Madeleine Stowe
Madeleine Stowe (Los Angeles, 18 augustus 1958) is een Amerikaanse actrice. 

## Filmografie (selectie)
- Little House on the Prairie (Portrait of Love, Annie Crane, 1980)
- Stakeout (1987)
- The Two Jakes (1990)
- Revenge (1990)
- The Last of the Mohicans (1992)
- Another Stakeout (1993)
- Short Cuts (1993)
- Blink (1994)
- Bad Girls (1994)
- Twelve Monkeys (1995)
- The General's Daughter (1999)
- Impostor (2001)
- We Were Soldiers (2002)
- Avenging Angelo (2002)
- Revenge (2011-2015)